# NGC 7603
NGC 7603 (другие обозначения — PGC 71035, UGC 12493, UM 156, MCG 0-59-21, ArpP 92, MK 530, ZWG 380.26, IRAS23163-0001) — галактика в созвездии Рыбы.
Этот объект входит в число перечисленных в оригинальной редакции «Нового общего каталога», а также включён в атлас пекулярных галактик.